# Hradčany

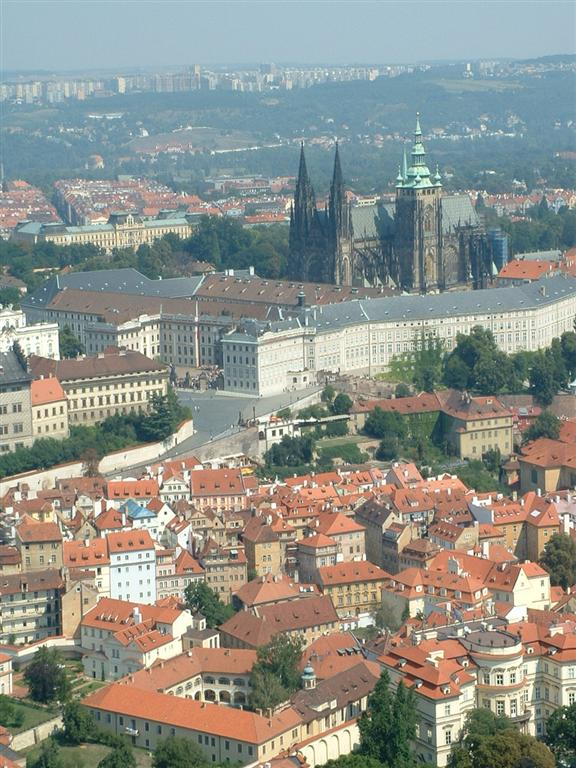
Vy över Hradčany från Petrintornet

Hradčany är en stadsdel i Prag. I stadsdelen är annat Pragborgen (Pražský hrad) belägen.

## Bilder

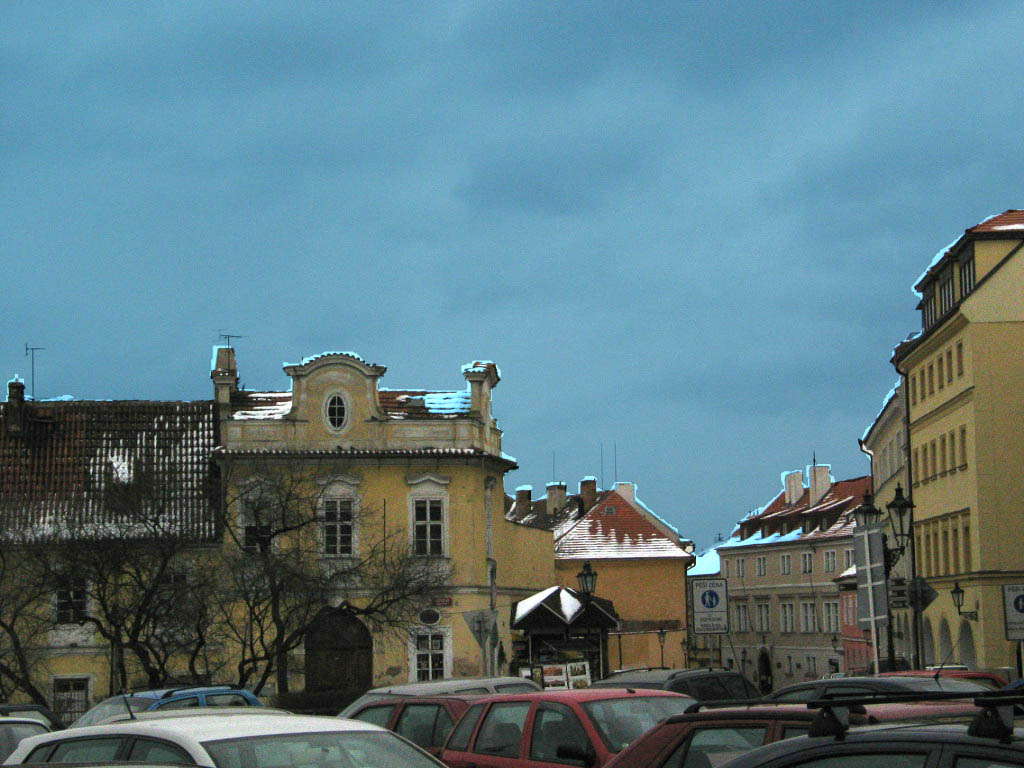
Arkitekturen i Hradčanydistriktet
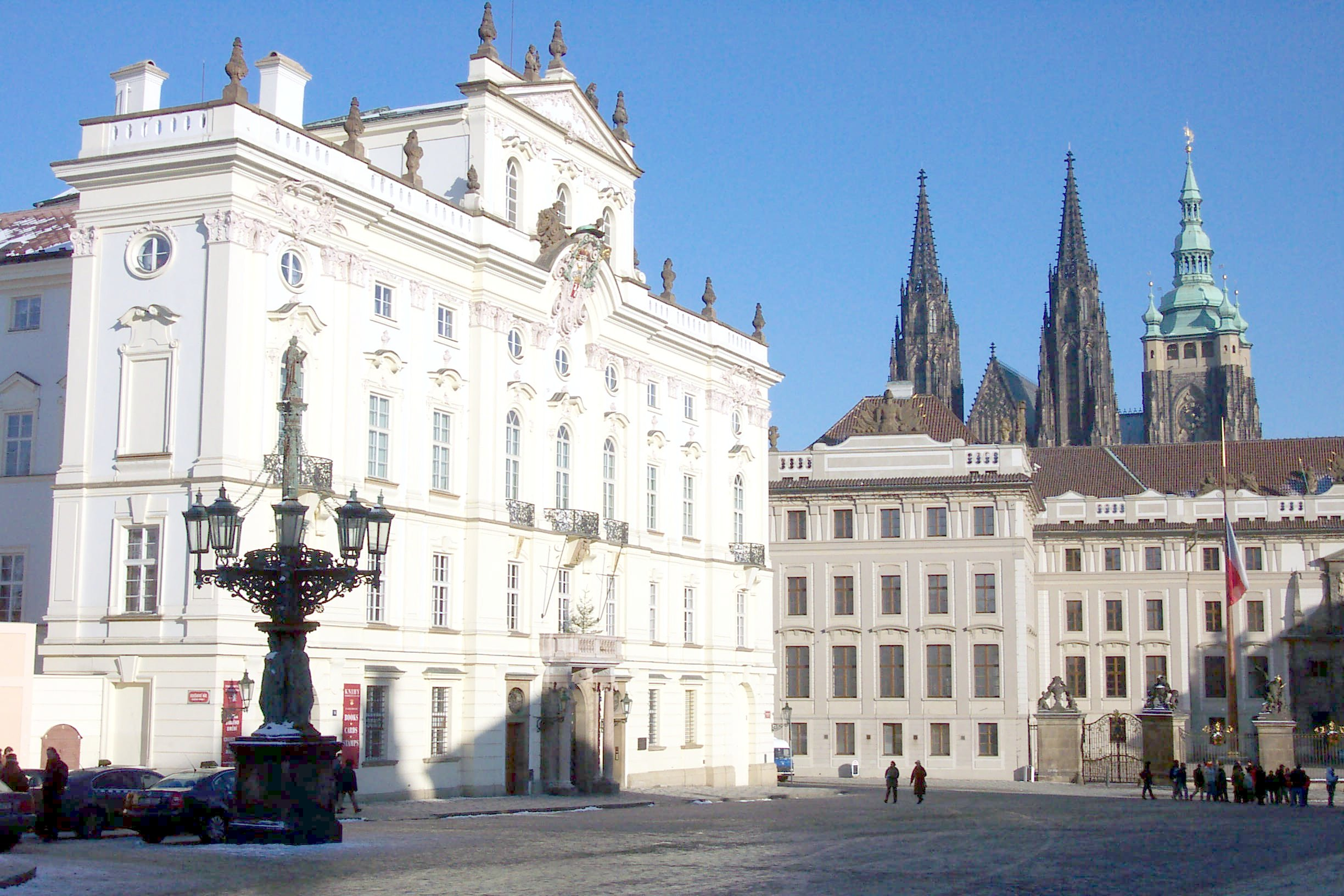
Ärkebiskopspalatset
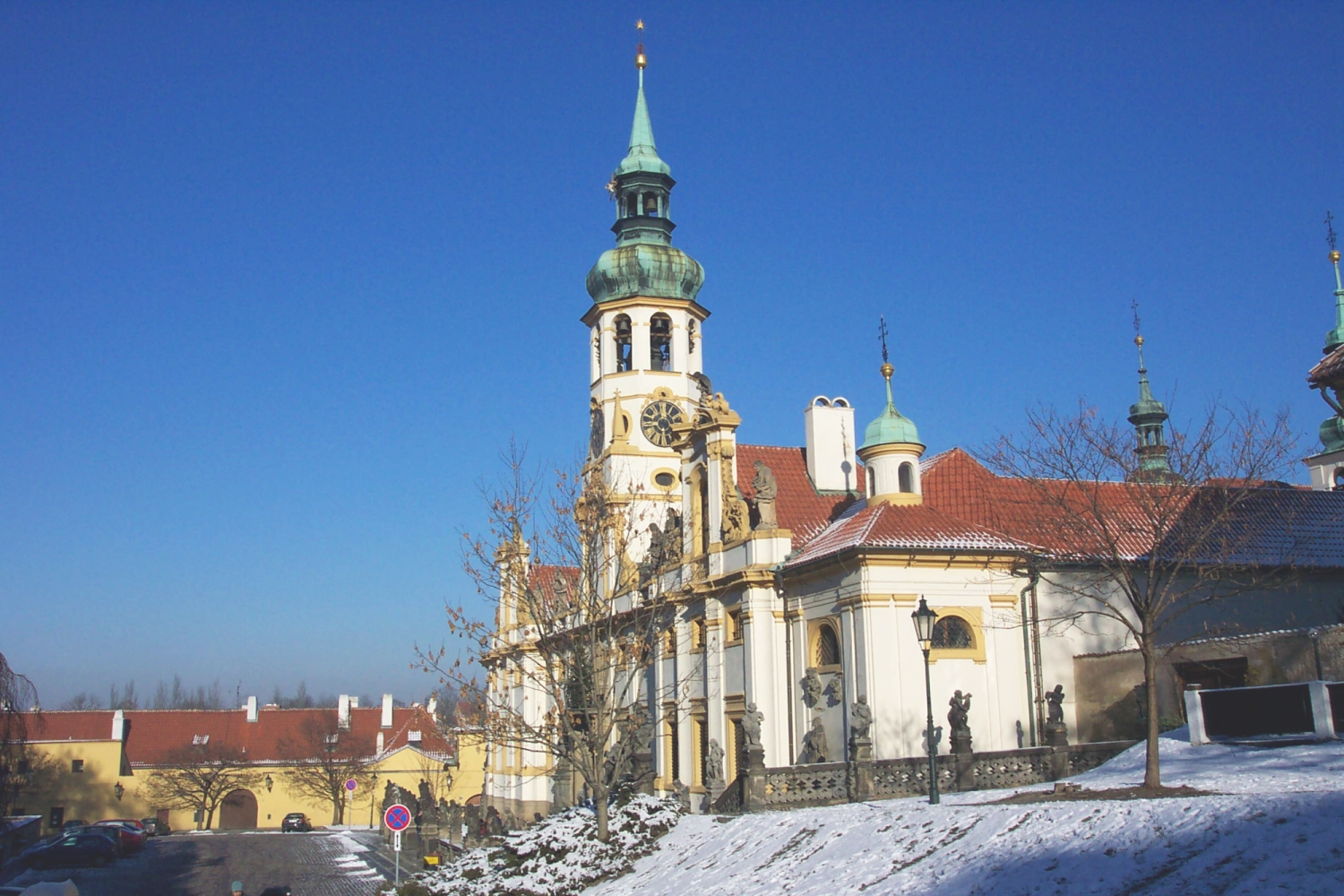
Loretokomplexet
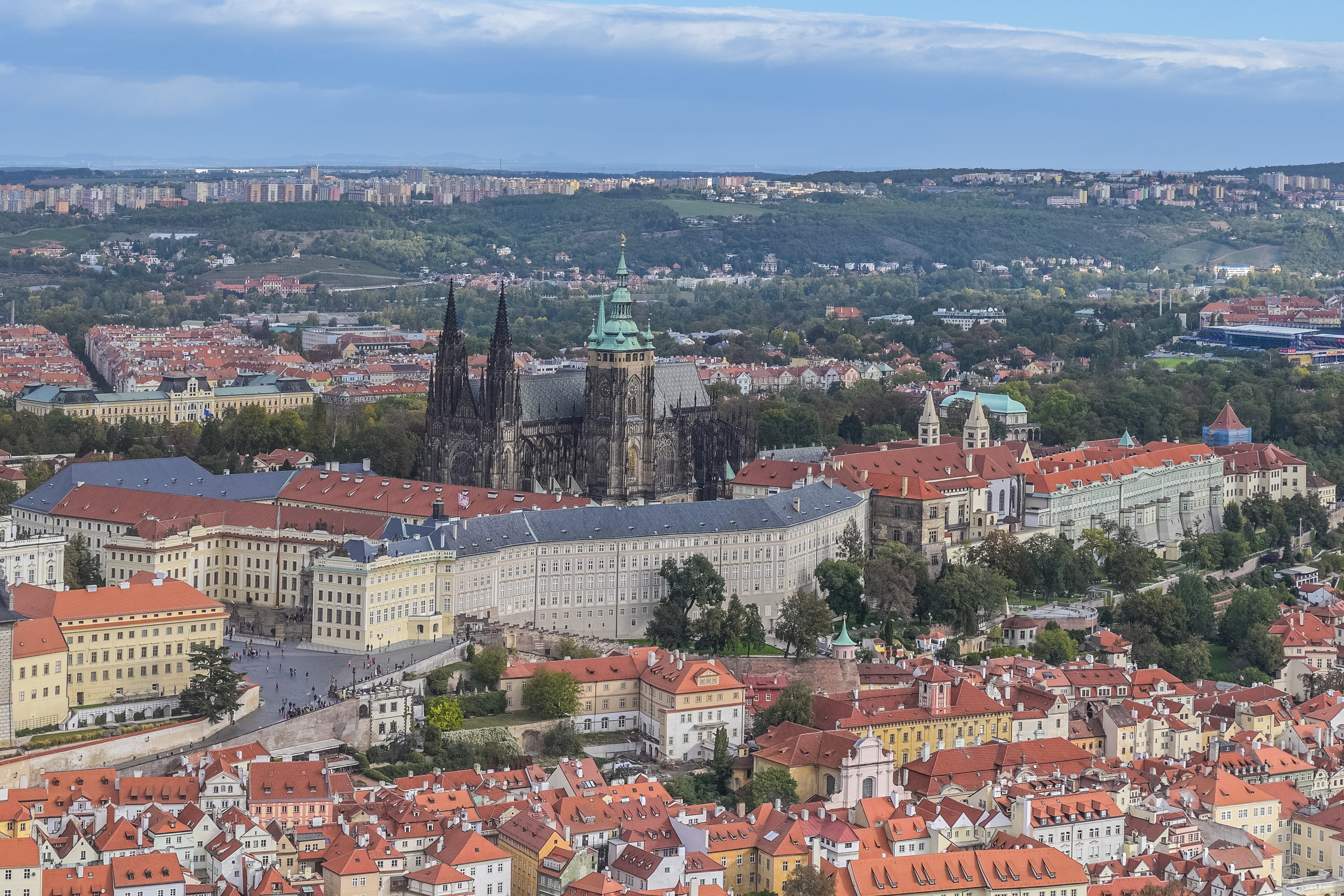
Vy över Hradčany med Pragborgen i centrum.